# بيبات تونكانيا
بيبات تونكانيا (بالتايلندية: พิพัฒน์ ต้นกันยา)‏ ، من مواليد 4 يونيو 1979 ، لاعب كرة قدم تايلندي.
و هو يلعب مع نادي تيرو ساسانا منذ عام 2005 بعد أن أمضى عدة مواسم مع ناديي بين دين ودونغ ثاب الفيتناميين. كما ساعد على تأهل منتخب تايلند إلى كأس آسيا 2000.

## كأس آسيا 2007
و قد سجل هدفين في مرمى منتخب عمان لكرة القدم.

## روابط خارجية
- بيبات تونكانيا على موقع الاتحاد الدولي (مؤرشف)  (الإنجليزية)
- بيبات تونكانيا على موقع قاعدة بيانات كرة القدم.إي يو (الإنجليزية)
- بيبات تونكانيا على موقع ناشيونال فوتبول تيمز (الإنجليزية)
- بيبات تونكانيا على موقع Soccerway.com (الإنجليزية)
- بيبات تونكانيا على موقع عالم كرة القدم.نت (الإنجليزية)